# Ray Perry
Raymond „Ray“ Perry (* 25. Februar 1915 in Boston; † Herbst 1950 in New York City) war ein US-amerikanischer Jazzgeiger und Altsaxophonist der Swingära.

## Leben und Wirken
Perry war der Bruder des Schlagzeugers Bay Perry und des Saxophonisten Joe Perry. Ray Perry lernte zunächst klassisches Geigenspiel, bevor er sich 20 Jahren auch dem Saxophonspiel zuwendete. Auf der Geige entwickelte er das Spielmerkmal des gleichzeitigen Singens und Streichens, was Slam Stewart dann auf den Bass übertrug.
Von 1935 an arbeitete Perry mit der Band von Dean Earl zusammen, von 1937 bis 1939 mit Chic Carter. Von Januar bis September 1940 gehörte er zur Band von Blanche Calloway, dann von September 1940 bis Oktober 1943 zu Lionel Hamptons Gruppen. Beeinflusst von Stuff Smith, gilt er als einer der ersten Jazzgeiger, die elektrische Verstärker benutzten, so ab 1940, als er im Sextett von Lionel Hampton spielte, mit dem Aufnahmen für Victor Records entstanden („Lost Love“); 1941 trat er mit dem Lionel Hampton Orchestra im Panther Room des Sherman Hotel in Chicago auf. Ende 1943 musste er wegen einer Krankheit pausieren.
1944 arbeitete er an der Ostküste mit Sabby Lewis und George „Big Nick“ Nicholas („Sweet Georgia Brown“). Im Mai 1944 nahm Perry unter eigenem Namen die Standards „What Is This Thing Called Love?“, „Just You, Just Me“, „Out of Nowhere“, „How High the Moon“, „Summertime“ und „I Don’t Stand a Ghost of a Chance with You“ auf (The Complete 1944 C.W. French & 1945 Rosenkrantz Apartment Transcriptions); mitwirkende Musiker waren Argonne Thornton und Wilson Ernest Myers (Bass). 1946 war er als Geiger und Saxophonist in J. C. Heards Orchester bei Aufnahmen von Ethel Waters beteiligt, als Solist zu hören in „You Took My Man“. Ab dem Sommer 1946 leitete er eine eigene Band, mit der er zunächst im Spotlight in Ontario auftrat. Nachdem er 1948 mit Sabby Lewis zusammenarbeitete, reaktivierte er Ende 1948 seine eigene Band. In den letzten Monaten seines Lebens arbeitete er im Oktett von Illinois Jacquet (wo es mit Joe Newman und Trummy Young noch einmal zu Aufnahmen kam). Im Bereich des Jazz war er zwischen 1940 und 1950 an 16 Aufnahmesessions beteiligt.

## Diskographische Hinweise
- Ray Perry/Ethel Waters/J.C. Heard Orchestra („You Took My Man“): In: I Like Be I Like Bop: Odds & Svends of Early Bebop Violin & Contemporary Violin Curiosities (AB Fable, ed. 2006)[2]